# Revolution (徳永英明のアルバム)
『Revolution』（レボリューション）は、德永英明の7枚目のスタジオ・アルバム。1991年10月5日発売。

## 概要
1年ぶりに発表されたオリジナル・アルバム。

## 制作
本人曰く、前作『JUSTICE』を作ったことで本作はもっとヘヴィな内容になるかと思っていたが、結果として爽やかな作風になったという。
しかし、テーマや統一感といったところでは、今ひとつ掴みにくいかもしれないと語っている。
前作はシングル1曲のみだったが、本作では3曲が収録されている。

## チャート成績
オリコンチャート1位を獲得した。

## 収録曲
作詞（特記以外）・全作曲：德永英明／作詞：篠原仁志（5）秋谷銀四郎（9）／編曲：佐藤準（特記以外）瀬尾一三（3）
1. REVOLUTION
  - ブティックJOYのCFソングで、後に13thシングルとしてリカットされた。タイトル表記はジャケットでは「Revolution」であるが、歌詞ブックレットでは「REVOLUTION」と大文字で表記されている。
2. 絆
3. Wednesday Moon　
  - 11thシングル。ここではリミックスされている。
  - 本人出演カネボウ「ZENITH」CMソング。
4. LOVE IS ALL
  - 12thシングル。月桂冠CMソング。
5. La vie en rose 〜心の旅〜
6. 桜
  - 後に14thシングル「恋の行方」のカップリング曲としてリカットされた。
7. 負けるな
  - 「LOVE IS ALL」のカップリング曲。
8. BOXER
9. 幻を止めて
10. どうしようもないくらい